# 7073 Rudbelia
7073 Rudbelia (1972 RU1) là một tiểu hành tinh vành đai chính được phát hiện ngày 11 tháng 9 năm 1972 bởi N. S. Chernykh ở Đài vật lý thiên văn Crimean.